# Taijitu
El taijitu (xinès tradicional: 太極圖, xinès simplificat: 太极图, pinyin: taìjítú, Wade-Giles: t'ai⁴chi²t'u²) és un símbol que representa els conceptes de la filosofia xinesa del Yin i Yang i del taijí, o principi generador de totes les coses. És habitual que aparegui envoltat pels vuit trigrames de l' I Ching. A l'Occident se sol conèixer com "el símbol del Yin i el Yang" o "el símbol taoista".
Aquest símbol està associat al taoisme i al neoconfucianisme. Els pensadors de la dinastia Song d'aquest últim corrent, especialment Zhu Xi (朱熹, Zhū Xī), són els que van popularitzar el taijitu més conegut actualment, encara que existeixen d'altres com el de Zhou Dunyi o l'anomenat Laishi taijitu.
El símbol primer apareixia com a motiu ornamental en la iconografia de diversos pobles europeus antics com els celtes, etruscs i romans.

## Iconografia europea

Escut de la unitat d'infanteria bizantina anomenada armigeri defensors seniores (ca. 430 d. C.), el primer emblema clàssic yin-yang conegut

Patrons similars al taijitu ja formaven part de la iconografia cèltica, etrusca i romana en l'edat antiga. El primer emblema yin-yang clàssic conegut apareix en la Notitia Dignitatum en un escut d'una unitat d'infanteria de l'Imperi Romà d'Occident anomenada armigeri defensors seniores, al voltant de 430 dC.

## Iconografia xinesa
Cal destacar tres Taijitu:

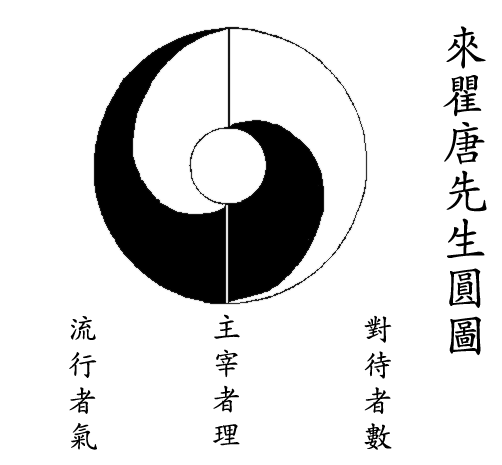
El taijitu de Lai Zhide

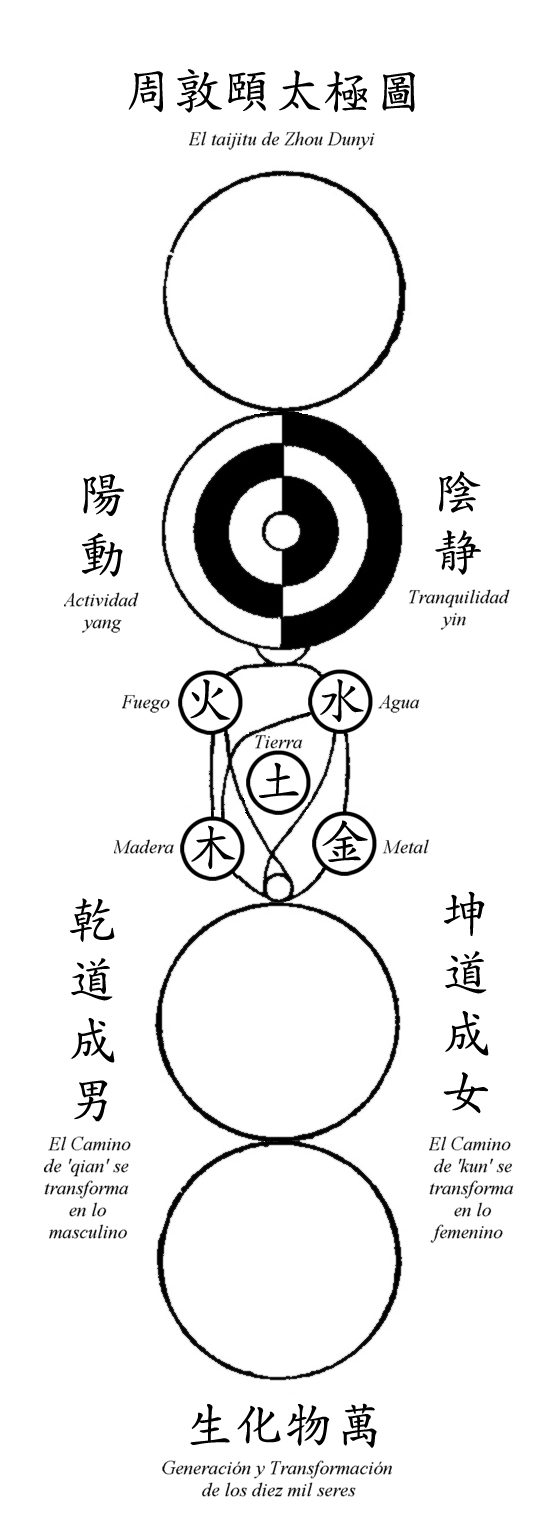
El taijitu de Zhou Dunyi

- El Laishi taijitu o "Taijitu de l'estil Lai".
- El Zhouzi taijitu o "Taijitu del mestre Zhou"
- El Xiantian taijitu o "Taijitu dels primers temps", que és el més conegut.

### ElLaishi taijitu
El Laishi taijitu (來氏太極圖, Láishì tàijítú), o "Taijitu de l'estil Lai", agafa el nom del seu creador Lai Zhide (来知徳, 1525-1604), neoconfucià i practicant taoista de temps de la dinastia Ming, autor del Zhouyi jizhu (周易集注, 1598), important comentari del Zhouyi o I Ching, en el qual es troba aquest diagrama. En xinès també se l'anomena 来瞿唐先生圆图, que traduït significa "Figura circular del senyor Lai Qutang".
Representa el paper principal del principi li (理), l'oposició del yin i el yang i la circulació del qì.

### ElZhouzi taijitu
El Zhouzi taijitu (周子太極圖, Zhōuzǐ tàijítú), o "Taijitu del mestre Zhou", apareix per primera vegada en el Taijitushuo ("Explicació del taijitu"), un comentari atribuït al filòsof neoconfuciniste del segle xi, Zhou Dunyi, i està particularment associat a la pràctica taoista de l'alquímia interna.
No obstant això, segons la tradició, Zhou Dunyi no seria el seu autor, sinó que hauria estat creat amb el nom de Wujitu ("Gràfic del Wuji") (l'estat indiferenciat de l'univers anterior al taiji), al mateix temps que altres diagrames rituals, per Chen Bo (陳摶), nascut en el període de les Cinc Dinasties i mort durant la dinastia Song. El conjunt hauria estat transmès a Zhong Fang (種放), després a Mu Xiu (穆修, 979-1032) i finalment a Li Gai (李溉) abans d'arribar a Zhou Dunyi. Xiao Yingsou (蕭應叟), taoísta de temps de la dinastia Song del Sud i Zhang Yuchu (張宇初), ho van incloure en les seves obres.
Zhu Xi, al segle xii, reelaborà una versió més àmplia del Taijitushuo en la qual fa una interpretació del símbol i dels seus conceptes associats que seria rebutjada pels representants d'altres corrents. Així, Lu Xiangshan (陸象山), contemporani seu, veia en el yin i el yang nocions metafísiques, mentre que per a Zhu Xi solament era metafísic el taiji. Els taoistes li van retreure que, en suprimir una paraula del comentari de Zhou Dunyi, hauria confós completament el "gran extrem" taiji amb el "sense extrem" wuji, mentre que per a ells es tracta de dos estats entre els quals el practicant de l'alquímia interna evoluciona en el seu trajecte cap a la immortalitat.
Llegit de dalt a baix (o d'esquerra a dreta en les versions en què apareix en horitzontal), representa el procés pel qual el Tao dona origen, des de la no diferenciació o wuji (cercle superior), als deu mil éssers (cercle inferior), passant pel sorgiment del yin i el yang i dels cinc elements (centre).
Llegit en sentit invers, representa el trajecte alquímic de retorn al Tao en el curs del qual el practicant transforma el seu qi (energia vital) postnatal en el qi original depurat. Segons aquesta interpretació:
- El cercle inferior representa el dantian inferior (下丹田), o "camp de cinabri inferior", encara anomenat porta de xuanpin (玄牝之門) o deqiao (得竅), ubicació del qi avantpassat zuqi (租氣).
- El segon cercle representa el procés lianji (煉己) de transformació del jing (精), o "essència", en qi i posteriorment d'aquest en shen (神), o "energia espiritual".
- El diagrama següent representa el hehe (和合), o "fusió", de cadascun dels cinc elements amb la seva víscera corresponent (fetge-fusta, cor-foc, melsa-terra, pulmó-metall i ronyó-aigua).
- El cercle següent representa la unió del trigrama li (離) amb el trigrama kan (坎) per formar el trigrama qian (乾), totalment yang.
- L'últim cercle representa la volta al wuji, és a dir, l'alliberament i la immortalitat.

### ElXiantian taijitu

El taijitu dels primers temps.

El Xiantian taijitu (先天太極圖, xiāntiān tàijítú), o "Taijitu dels primers temps", és el més àmpliament conegut en els nostres dies. Les dues formes entrellaçades del seu interior es diuen en xinès peixos (魚, 鱼, yú) i de fet el seu nom popular en aquest idioma és de "peixos yin i yang" (陰陽魚).
Segons l'obra Yitu mingbian (易圖明辨) ("Discerniment sobre els diagrames de les mutacions"), de Hu Wei (胡渭, 1633-1714), de temps de la dinastia Qing, representa l'alternança entre el qì (energia vital), el yin (en negre) i el yang (en blanc), inconcebibles l'un sense l'altre i que oculten cadascun en el seu interior el germen del contrari. Aquesta versió de vegades apareix envoltada pels vuit trigrames (八卦, bāguà) del Yìjīng o I Ching].
Certs puristes consideren que aquests yin i yang així representats no són rigorosament un taijitu, ja que el concepte de taiji implicaria la no diferenciació. Aquest diagrama pot ser objecte de diferents interpretacions específiques depenent del camp al que s'apliqui (veure yin i yang). És àmpliament utilitzat al món de les arts marcials i apareix en la bandera de Corea del Sud.